# Cathédrale du Cœur-Immaculé-de-Marie de Weno
Cette  cathédrale n’est pas la seule cathédrale du Cœur-Immaculé-de-Marie.
La cathédrale du Cœur Immaculé de Marie est une cathédrale catholique romaine située à Weno, dans l'État de Chuuk, aux États fédérés de Micronésie. Elle est le siège du diocèse des îles Carolines qui recouvre les États fédérés de Micronésie et les Palaos,.